# Milmarcos
Milmarcos ist ein nordostspanischer Ort und eine Gemeinde (municipio) mit 70 Einwohnern (Stand: 2024) im Nordosten der Provinz Guadalajara in der Autonomen Gemeinschaft Kastilien-La Mancha in Zentralspanien. 

## Lage
Milmarcos liegt im Iberischen Gebirge im Osten der Provinz Guadalajara in einer Höhe von 1055 m. Die Entfernung zur westsüdwestlich gelegenen Provinzhauptstadt Guadalajara beträgt ca. 95 Kilometer (Fahrtstrecke).
Das Klima in Milmarcos ist gemäßigt warm. Die Niederschläge sind über das ganze Jahr verteilt (insgesamt 509 mm). Die Jahresdurchschnittstemperatur beträgt 11,2 °C.

## Bevölkerungsentwicklung
| Jahr      | 1970 | 1981 | 1991 | 2001 | 2011 | 2021 |
| Einwohner | 257  | 125  | 100  | 111  | 114  | 73   |

## Sehenswürdigkeiten
- Johannes-der-Täufer-Kirche